# Kyranna av Thessaloniki
Kyranna av Thessaloniki (grekiska: Κυράννα της Θεσσαλονίκης), född år 1731, död den 28 februari 1751, är ett kvinnligt grekiskt-ortodoxt helgon och martyr.
Hennes helgondag är den 28 februari.

## Biografi
Kyranna av Thessaloniki föddes i Abyssaka (idag Ossa), som under den tiden var ockuperad av Osmanska riket. Idag ligger det nära staden Thessaloniki i norra Grekland.
Kyranna led martyrdöden när hon blev mördad av en osmansk tjänsteman. Tjänstemannen hade blivit förälskad i henne och velat gifta sig med henne, något som hon vägrade att acceptera. I samband med det ville han också att hon skulle konvertera till islam.